# Moto G5
Moto G5 (estilizado pela Motorola como Moto G5) é uma série de smartphones Android desenvolvido pela Motorola Mobility, subsidiária da Lenovo; é a quinta geração da família Moto G. Anunciado como sucessores para o Moto G4, eles foram lançados pela primeira vez em Março de 2017, em vários mercados, incluindo a Índia e a Europa. As variantes são o Moto G5 e o Moto G5 Plus, este último também está disponível em uma versão exclusiva do Amazon Prime nos Estados Unidos. Edições especiais chamadas de Moto G5S e Moto G5S Plus foram lançadas em agosto de 2017.

## Especificações
O Moto G5 design foi alterado, apresentando uma embalagem de alumínio e câmara montada. O dispositivo está disponível em nas cores "lunar", "cinza" e "ouro fino", e ao contrário das gerações anteriores não é personalizável através de MotoMaker. O G5 inclui uma tela de 1080p, um processador com chip octa-core Qualcomm Snapdragon, 3 ou 4 GB de RAM e 16 ou 32 GB de armazenamento interno. Um slot de memória dedicado MicroSDXC está disponível, com suporte a até 128 GB de memória de expansão. Como as gerações anteriores, o aparelho oferece suporte a gestos e movimentos através de Moto Ações. A câmera traseira tem 12 ou 13 megapixels, e a câmera frontal tem 5 megapixels. O aparelho vem com o Android 7.0 "Nougat". Ele possui a mesma tecnologia TurboPower de carregamento do G4, que fornece até 6 horas de autonomia da bateria com 15 minutos de tempo de carga. Um leitor de impressões digitais integrado no botão home, na parte frontal do dispositivo.

## Variantes
O Moto G5 é a variante padrão não vendida na Estados Unidos; e o Moto G5 Plus e o Moto G5 Plus é a variante premium com especificações melhoradas. O Moto G5 Plus foi lançado nos Estados Unidos e internacionalmente; Todos os modelos Plus, além dos americanos, possuem pagamento sem contato NFC, como recurso, mas não bússolas; Os modelos dos EUA têm a configuração oposta. O Plus foi lançada no Reino Unido como um exclusivo da Carphone Warehouse. O Moto G5 foi lançado na Índia, com apenas 3GB de RAM do modelo.

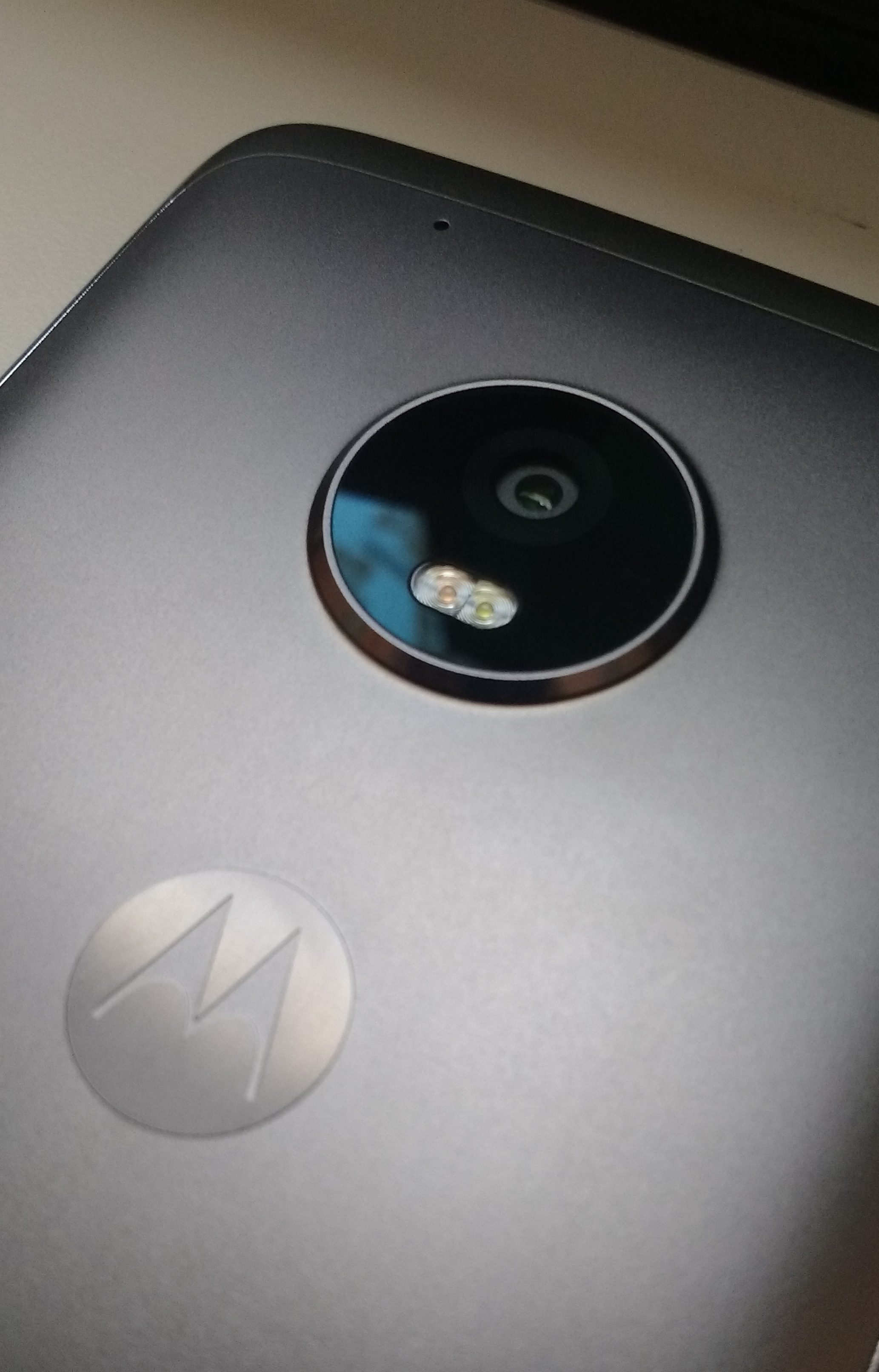
Moto G5 Plus XT1687 com lente de câmera dupla pixel

### Prime Exclusive Edition
Como a geração anterior, varejista on-line Amazon.com dispõe de uma versão "Prime Exclusive" do Moto G5 Plus para membros da Amazon Prime, que é mais barata do que a versão padrão e possui propagandas da Amazon na tela de bloqueio; todas as outras especificações são idênticas. O Moto G5 também foi lançado como Amazon Prime Exclusive na Amazon.in com uma variante de software chamada 'amzin' e aplicativos Amazon pré-carregados.
| Estatísticas                | Moto G5                                                           | Moto G5 Plus                                                          |
| --------------------------- | ----------------------------------------------------------------- | --------------------------------------------------------------------- |
| Processador                 | Snapdragon 430 até 1,4 GHz                                        | Snapdragon 625 até 2.0 GHz                                            |
| Núcleos De Processador      | 8 núcleos                                                         | 8 núcleos                                                             |
| GPU                         | Adreno 505 até 450 MHz                                            | Adreno 506 até 650 MHz                                                |
| RAM                         | 2 ou 3 GB                                                         | 2 ou 4 GB                                                             |
| Resolução De Vídeo          | Full HD (1920 x 1080)                                             | Full HD (1920 x 1080)                                                 |
| Tamanho Do Visor            | 5.0", 441 ppi                                                     | 5.2", 424 ppi                                                         |
| Câmara Traseira             | De 13 MP (CMOS) ƒ/2.0 PDAF de focagem automática Vídeo de 1080p30 | 12 MP (CMOS) ƒ/1.7 Dupla de focagem automática Vídeo de 2160p30 vídeo |
| Câmara Frontal              | 5 MP (CMOS) ƒ/2.2                                                 | 5 MP (CMOS) ƒ/2.2                                                     |
| Sensor de                   | Acelerômetro Giroscópio De luz ambiente Proximidade               | Acelerômetro Giroscópio De luz ambiente Proximidade                   |
| Bateria                     | 2800 mAh                                                          | 3000 mAh                                                              |
| Leitor De Impressão Digital | Sim                                                               | Sim                                                                   |

O Moto G5 Plus não vai ser lançado no Canadá, de acordo com Mobile Syrup.

### Moto G5S e G5S Plus
Em 1 de agosto de 2017, a Motorola apresentou a "edição especial" Moto G5S e Moto G5S Plus para a linha Moto G. Eles, como os seus antecessores vem com um design unibody em alumínio. As especificações do Moto G5S incluem bateria 3.000 mAh, tela de 1080p 5.2 polegadas, câmera traseira de 16 MP, câmera frontal de 5 MP com flash e um processador de 1.4 GHz octa-core. Por outro lado, o G5S Plus possui 5,5 polegadas, processador Snapdragon de 2.0 GHz, e uma câmera dupla de 13 MP. Ambas as versões suportam um sensor de impressão digital.
| Estatísticas                | Moto G5S                                                       | Moto G5S Plus                                       |
| --------------------------- | -------------------------------------------------------------- | --------------------------------------------------- |
| Processador                 | Snapdragon 430 até 1,4 GHz                                     | Snapdragon 625 até 2.0 GHz                          |
| Núcleos De Processador      | 8 núcleos                                                      | 8 núcleos                                           |
| GPU                         | Adreno 505 até 450 MHz                                         | Adreno 506 até 650 MHz                              |
| RAM                         | 2 GB                                                           | 3 GB                                                |
| Resolução De Vídeo          | Full HD (1920 x 1080)                                          | Full HD (1920 x 1080)                               |
| Tamanho Do Visor            | 5.2", 424 ppi                                                  | 5.5", 401 ppi                                       |
| Câmara Traseira             | 16 MP (CMOS) ƒ/2.0 PDAF de focagem automática Vídeo de 1080p30 | Dupla de 13 MP (CMOS) ƒ/2.0 vídeo de 2160p30        |
| Câmara Frontal              | 5 MP (CMOS) ƒ/2.0                                              | 8 MP (CMOS) ƒ/2.0                                   |
| Sensor de                   | Acelerômetro Giroscópio De luz ambiente Proximidade            | Acelerômetro Giroscópio De luz ambiente Proximidade |
| Bateria                     | 3000 mAh                                                       | 3000 mAh                                            |
| Leitor De Impressão Digital | Sim                                                            | Sim                                                 |

## Recepção
O Moto G5 recebeu críticas muito positivas, apesar de muitos consideraram que o modelo low-end, não era um verdadeiro sucessor do Moto G4 em termos de suas características e desempenho de CPU (o G5 utiliza um processador Snapdragon 430 de 1.4 GHz, enquanto o G4 usa um processador Snapdragon 617 de 1,5 GHz). por outro lado, o G5 Plus e G5S Plus (e, em menor medida, o G5S) foram elogiados por suas grandes melhorias no desempenho, vida útil da bateria, qualidade da câmera, e a capacidade de armazenamento.

## Mais informações
- Android Análise De Autoridade (G5 Mais)
- JerryRigEverything Ensaio de Durabilidade (vídeo do YouTube)